# Uroplectes longimanus
Espèce
Uroplectes longimanus est une espèce de scorpions de la famille des Buthidae.

## Distribution
Cette espèce est endémique du ǁKaras en Namibie. Elle se rencontre vers Lüderitz.

## Publication originale
- Werner, 1936 : « Neue-Eingänge von Skorpionen im Zoologischen Museum in Hamburg. Teil II. » Festschrift zum 60. Geburstage von Professor Dr. Embrik Strand, Riga, vol. 2, p. 171-193.